# سیارک ۸۲۱۲
سیارک ۸۲۱۲ (به انگلیسی: 8212 Naoshigetani، نامگذاری:1995EF1) هشت هزار و دویست و دوازدهمین سیارک کشف شده‌است که در ۶ مارس ۱۹۹۵ کشف شد.
قدر مطلق سیارک برابر ۱۳٫۸۰ است.